# 天主教萊吉薩莫港-索拉諾宗座代牧區
天主教萊吉薩莫港-索拉諾宗座代牧區（拉丁語：Vicariatus Apostolicus Portus Leguizamensis-Solanensis）是哥倫比亞一個羅馬天主教宗座代牧區，直屬教廷。2013年2月21日成立。
代牧區包括亞馬遜省、普圖馬約省、卡克塔省各一市，教座位於首府萊吉薩莫港。2013年有教友36,000人（佔轄區總人口78.3%）、六個堂區、七名司鐸。現任宗座代牧為約阿金·翁貝托·平松·古爾薩。